# Санскара
Санскари, самскари (санскр. संस्कार, Sanskāra IAST) — несвідомі враження. Походить від сам - сума та кааре - творець, діяч. Дослівно означає «сума зробленого».
В індійській філософії даний термін використовується для позначення відбитків, залишених у розумі індивідуальними діями або зовнішніми обставинами і здатних виявлятися при будь-якому сприятливому випадку в майбутньому, навіть у майбутньому народженні. Тому самскара означає зачатки нахилів та імпульсів з минулого життєвого досвіду і попередніх народжень, які повинні розвинутися в цій або в наступних реінкарнаціях. Самскара є звичка або вплив минулого на сьогодення («родимі плями минулого»), що виявляється як рефлекс, автоматизм, а також шаблон стану.
Самскари — місце зберігання карми. За Патанджалі (автором «Йога-сутр»), доступ до самскари можливий через чуттєву пам'ять під час медитації. Патанджалі детально пояснює, як утворюється карма і як від неї позбутися.
В індуїзмі санскари або самскари (санскрит संस्कार — враження; перебування під імпульсом попередніх вражень) є відбитки, залишені в підсвідомості досвідом цього чи попередніх життів, які потім забарвлюють усе у житті, своєї природи, відповіді, стану розуму тощо. Словник загальних санскритських духовних термінів говорить: «Кожного разу, коли дія виконується з бажанням конкретного результату (чи для себе, чи для когось іншого),  для людини створюється санскара». У майбутньому ці накопичення  впливатимуть на  дії людини.
Інше значення слова самскари — обряди посвяти, якими відзначають значні моменти життя. Послідовнки індуїзму, джайнізму і деяких буддійських шкіл надають таким обрядам різне значення. 
У рамках індуїзму існує ще один тип самскар — враження (наприклад, повторювані дії), які відображаються в свідомості і творять особистість людини.
У буддизмі самскара або санкхара означає ментальні «схильності». Вони є результатом минулих бажань і причиною бажань майбутніх. Термін санкхара означає ту частку людської свідомості, де формуються такі схильності Буддизм підкреслює необхідність очищення, а не ліквідації, таких схильностей.

## Виноски
1. ↑  David Kalupahana, "A History of Buddhist Philosophy." University of Hawaii Press, 1992, page 71.
2. ↑  Дивіться, наприклад,  Bodhi, Bhikkhu (trans.) (2000). The Connected Discourses of the Buddha: A Translation of the Samyutta Nikaya. Boston: Wisdom Publications. ISBN 0-86171-331-1, p. 45
3. ↑  David Kalupahana, Mulamadhyamakakarika of Nagarjuna: The Philosophy of the Middle Way. Motilal Banarsidass, 2005, page 48.